# Thiago Neves
Thiago Neves (sinh ngày 27 tháng 2 năm 1985) là một cầu thủ bóng đá người Brasil.

## Đội tuyển bóng đá quốc gia
Thiago Neves thi đấu cho đội tuyển bóng đá quốc gia Brasil từ năm 2008 đến 2012.

## Thống kê sự nghiệp
| Đội tuyển bóng đá Brasil | Đội tuyển bóng đá Brasil | Đội tuyển bóng đá Brasil |
| Năm                      | Trận                     | Bàn                      |
| ------------------------ | ------------------------ | ------------------------ |
| 2008                     | 1                        | 0                        |
| 2009                     | 0                        | 0                        |
| 2010                     | 0                        | 0                        |
| 2011                     | 1                        | 0                        |
| 2012                     | 5                        | 0                        |
| Tổng cộng                | 7                        | 0                        |